# Karlovy Vary-Dvory
Karlovy Vary-Dvory – przystanek kolejowy w Karlowych Warach, w kraju karlowarskim, w Czechach. Znajduje się na wysokości 390 m n.p.m.
Jest zarządzany przez Správę železnic. Na przystanku nie ma możliwości zakupu biletów, a obsługa podróżnych odbywa się w pociągu.

## Linie kolejowe
- 140 Chomutov - Karlovy Vary - Cheb